# Печиво-сендвіч
Печиво-сендвіч — різновид печива, що складається з двох печив із начинкою між ними.

## Опис
Для приготування печива-сендвіча зазвичай використовуються тверді тонкі печива, відомі за межами Північної Америки як бісквіти (biscuits), хоча в деяких видах печива-сендвіча використовуються м'якіші або товстіші печива. Використовується безліч видів начинок, таких як вершки, ганаш, масляний крем, шоколад, вершковий сир, джем, арахісове масло, лимонний курд або морозиво.
Хоча печиво-сендвічі можна приготувати і в домашніх умовах, зазвичай їх виробляють масово і продають у комерційних цілях. Лише в Європі ринок печива-сендвіча становить понад 1,6 мільярда євро на рік, при цьому Німеччина є постійним великим споживачем. Круглі печива-сендвічі, на відміну від квадратних, є найбільш популярними в Європі, тоді як квадратні печива-сендвічі є більш популярними в Південній Європі, ніж в решті континенту.

## Галерея

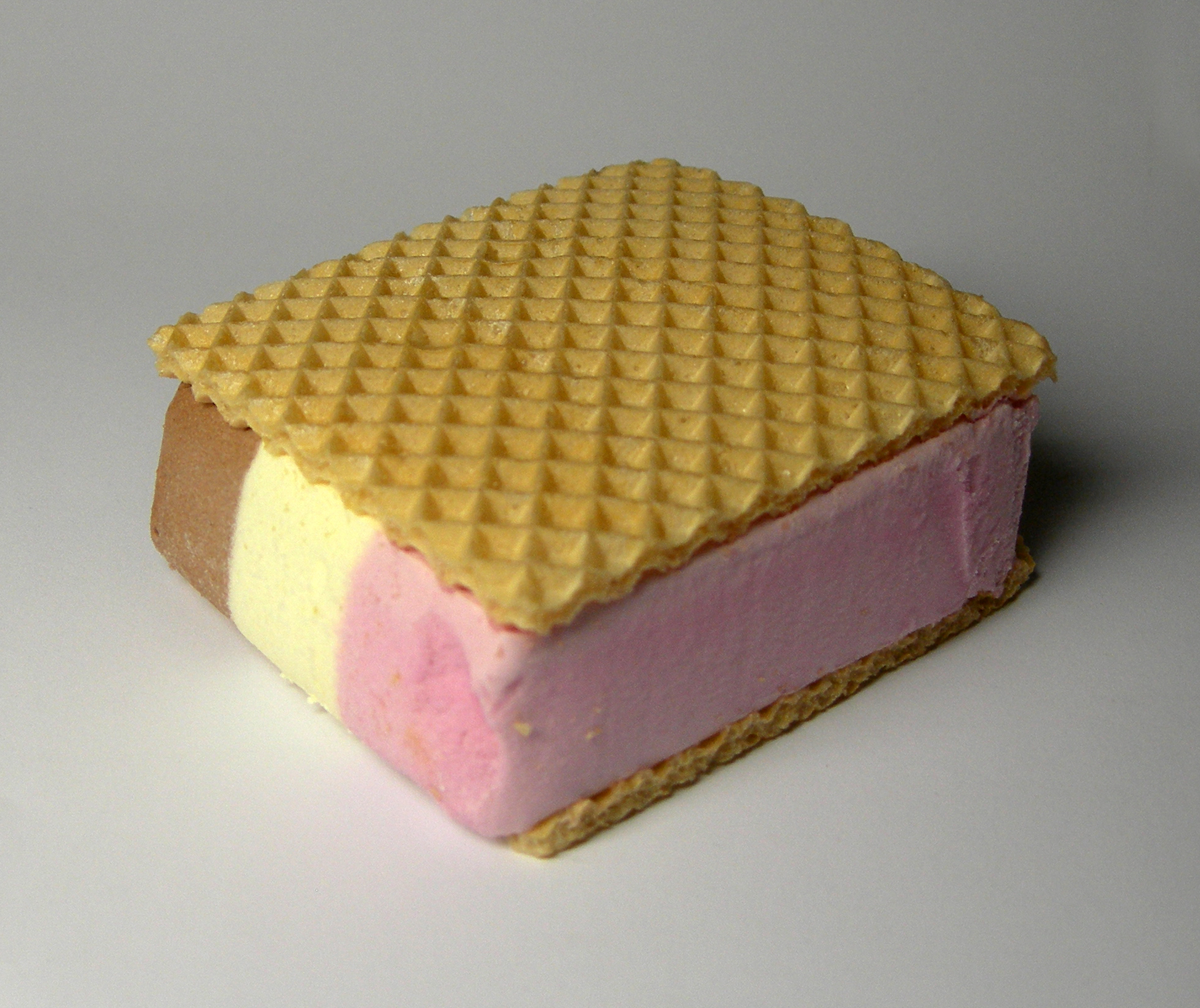
Pückler-Schnitte — німецьке пісочне печиво-сендвіч з начинкою з «неаполітанського» морозива
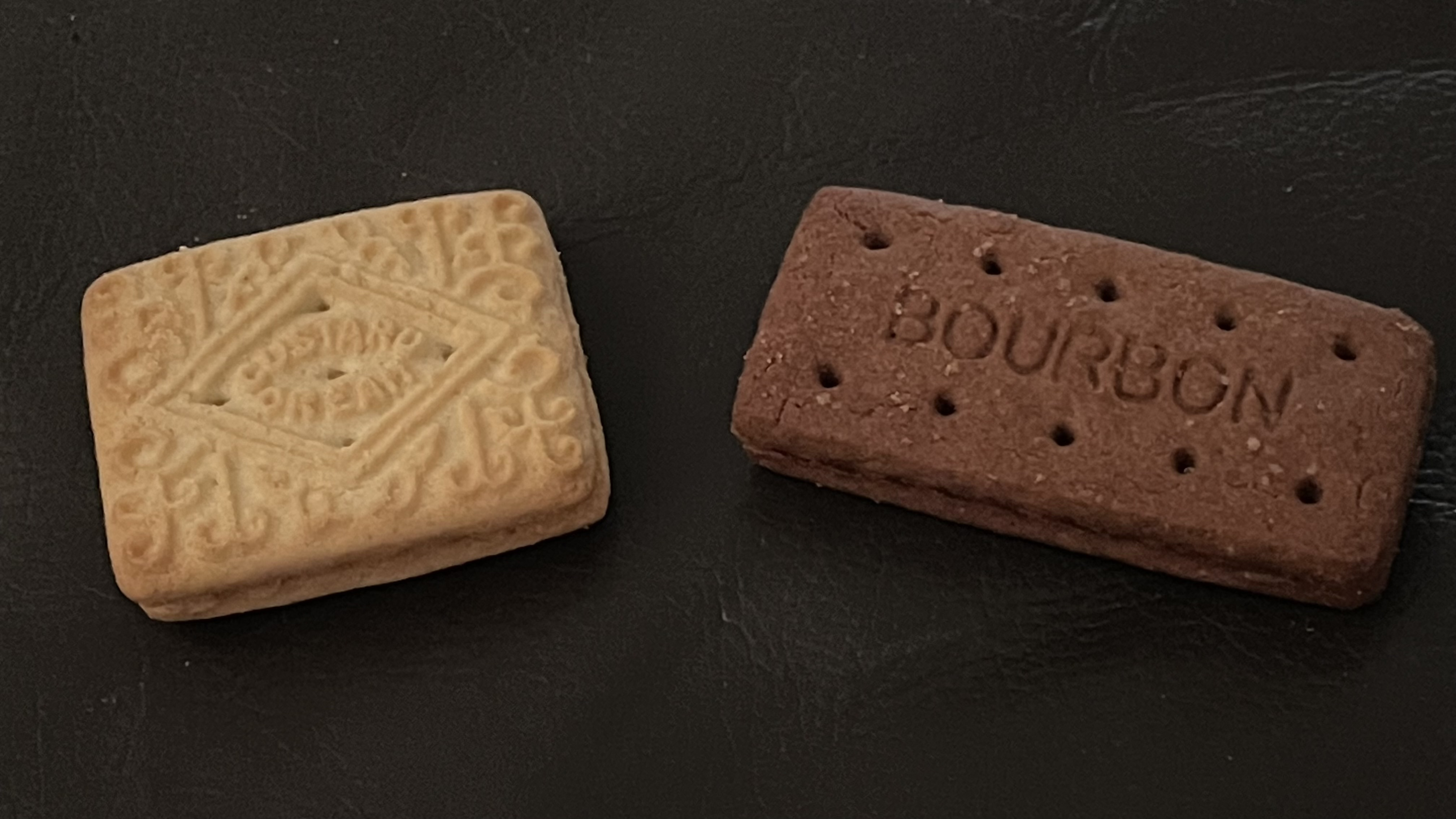
Печива Bourbon та Custard Cream дуже популярні на Британських островах